# Marcus Morris
Marcus David Morris (Filadelfia, Pensilvania, 2 de septiembre de 1989) es un jugador de baloncesto estadounidense que se encuentra sin equipo. Con 2,03 metros de estatura juega en la posición de ala-pívot. Es hermano gemelo del también jugador profesional Markieff Morris.

## Trayectoria deportiva

### Universidad

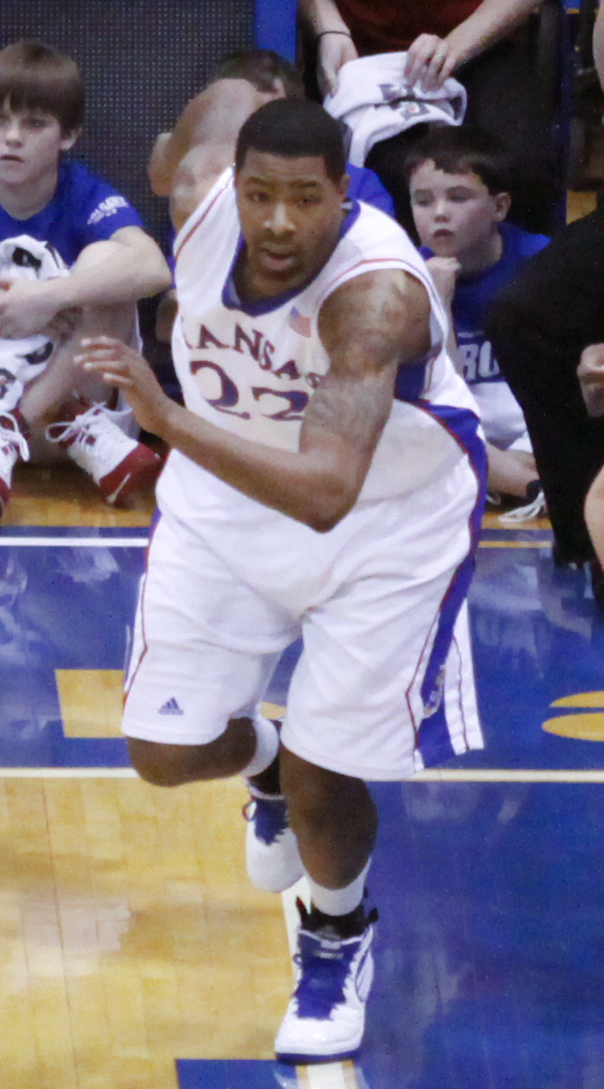
Morris con Kansas en 2009.

Jugó durante tres temporadas con los Jayhawks de la Universidad de Kansas, en las que promedió 12,6 puntos, 6,2 rebotes y 1,2 asistencias por partido. Su explosión se produjo en su segunda temporada, en la que fue elegido por Yahoo! Sports como el jugador más mejorado del año a nivel nacional. Lideró la Big 12 Conference en porcentaje de tiros de campo, con un 56,1%, siendo incluido en el segundo mejor quinteto de la temporada.
En la que iba a ser su última temporada como universitario promedió 17,2 puntos y 7,6 rebotes, jugando su mejor partido ante Iowa State, consiguiendo 33 puntos y 13 rebotes. Fue elegido Jugador del Año de la Big 12 Conference, e incluido por Associated Press en el segundo quinteto All-American y en el segundo equipo consensuado.

#### Estadísticas
| Año     | Equipo | PJ  | PT | MPP  | %TC  | %3P  | %TL  | RPP | APP | ROB | TPP | PPP  |
| ------- | ------ | --- | -- | ---- | ---- | ---- | ---- | --- | --- | --- | --- | ---- |
| 2008–09 | Kansas | 35  | 22 | 18.5 | .495 | .400 | .604 | 4.7 | 1.1 | 1.0 | .3  | 7.4  |
| 2009–10 | Kansas | 36  | 33 | 24.7 | .570 | .375 | .660 | 6.1 | 1.0 | .9  | .3  | 12.8 |
| 2010–11 | Kansas | 38  | 36 | 28.3 | .570 | .342 | .688 | 7.6 | 1.6 | .8  | .6  | 17.2 |
| Total   | Total  | 109 | 91 | 24.0 | .555 | .358 | .660 | 6.2 | 1.3 | .9  | .4  | 12.6 |

### Profesional
Fue elegido en la decimocuarta posición del Draft de la NBA de 2011 por Houston Rockets. En febrero de 2012 fue asignado a los Rio Grande Valley Vipers de la NBA D-League.
El 21 de febrero de 2013, Morris es traspasado a Phoenix Suns, donde se reunió con su hermano gemelo.
Tras dos temporadas y media en Phoenix, el 9 de julio de 2015, Morris es traspasado a Detroit Pistons, junto a Reggie Bullock y Danny Granger. El 28 de febrero de 2017, Morris consigue la anotación más alta de su carrera con 37 puntos en la victoria ante Portland Trail Blazers.
Tras dos años como titular en Detroit, el 7 de julio de 2017, Morris es traspasado a Boston Celtics a cambio de Avery Bradley.
A primeros de julio de 2019 se comprometió por dos temporadas con San Antonio Spurs. Pero finalmente, el 11 de julio de 2019, firmó un contrato con los New York Knicks.
El 6 de febrero de 2020 es traspasado, junto a Isaiah Thomas a Los Angeles Clippers a cambio de Moe Harkless.
El 30 de octubre de 2023 es traspasado a Philadelphia 76ers, junto a Nicolas Batum, Robert Covington y KJ Martin, a cambio de James Harden, PJ Tucker y Filip Petrušev.
El 8 de febrero de 2024 es traspasado a San Antonio Spurs en un intercambio entre tres equipos. Pero finalmente el 29 de febrero es despedido sin llegar a debutar. El 17 de marzo consigue un contrato de diez días con Cleveland Cavaliers, renovando, el 28 de marzo, hasta final de temporada.
El 15 de septiembre de 2024, firma con New York Knicks, pero es cortado el 28 de septiembre.

## Estadísticas de su carrera en la NBA

### Temporada regular
| Año     | Equipo        | PJ  | PT  | MPP  | %TC  | %3P  | %TL  | RPP | APP | ROB | TPP | PPP  |
| ------- | ------------- | --- | --- | ---- | ---- | ---- | ---- | --- | --- | --- | --- | ---- |
| 2011-12 | Houston       | 17  | 0   | 7.4  | .296 | .118 | .750 | .9  | .2  | .1  | .1  | 2.4  |
| 2012-13 | Houston       | 54  | 17  | 21.4 | .428 | .381 | .653 | 4.1 | .9  | .5  | .3  | 8.6  |
| 2012-13 | Phoenix       | 23  | 6   | 16.1 | .405 | .308 | .405 | 2.5 | .7  | .8  | .2  | 5.7  |
| 2013-14 | Phoenix       | 82  | 1   | 22.0 | .442 | .381 | .761 | 3.9 | 1.1 | .9  | .2  | 9.7  |
| 2014-15 | Phoenix       | 81  | 35  | 25.2 | .434 | .358 | .628 | 4.8 | 1.6 | .8  | .2  | 10.4 |
| 2015-16 | Detroit       | 80  | 80  | 35.7 | .434 | .362 | .749 | 5.1 | 2.5 | .8  | .3  | 14.1 |
| 2016-17 | Detroit       | 79  | 79  | 32.5 | .418 | .331 | .784 | 4.6 | 2.0 | .7  | .3  | 14.0 |
| 2017-18 | Boston        | 54  | 21  | 26.8 | .429 | .368 | .805 | 5.4 | 1.3 | .6  | .2  | 13.6 |
| 2018-19 | Boston        | 75  | 53  | 27.9 | .447 | .375 | .844 | 6.1 | 1.5 | .6  | .3  | 13.9 |
| 2019-20 | New York      | 43  | 43  | 32.3 | .442 | .439 | .823 | 5.4 | 1.4 | .8  | .4  | 19.6 |
| 2019-20 | L.A. Clippers | 19  | 19  | 28.9 | .425 | .310 | .818 | 4.1 | 1.4 | .7  | .7  | 10.1 |
| 2020-21 | L.A. Clippers | 57  | 29  | 26.4 | .473 | .473 | .820 | 4.1 | 1.0 | .6  | .3  | 13.4 |
| 2021-22 | L.A. Clippers | 54  | 54  | 29.0 | .434 | .367 | .872 | 4.4 | 2.1 | .5  | .3  | 15.4 |
| 2022-23 | L.A. Clippers | 65  | 65  | 28.1 | .426 | .364 | .782 | 4.0 | 1.8 | .6  | .3  | 11.2 |
| 2023-24 | Philadelphia  | 37  | 7   | 17.2 | .439 | .400 | .861 | 2.9 | .7  | .4  | .3  | 6.7  |
| 2023-24 | Cleveland     | 12  | 0   | 15.0 | .441 | .414 | .625 | 2.1 | .8  | .2  | .2  | 5.8  |
| Total   | Total         | 832 | 509 | 26.6 | .435 | .377 | .774 | 4.4 | 1.5 | .7  | .3  | 12.0 |

### Playoffs
| Año   | Equipo        | PJ | PT | MPP  | %TC  | %3P  | %TL   | RPP | APP | ROB | TPP | PPP  |
| ----- | ------------- | -- | -- | ---- | ---- | ---- | ----- | --- | --- | --- | --- | ---- |
| 2016  | Detroit       | 4  | 4  | 36.0 | .468 | .389 | .870  | 3.3 | 2.5 | .5  | .0  | 17.8 |
| 2018  | Boston        | 19 | 4  | 29.6 | .368 | .417 | .712  | 5.4 | 1.1 | .4  | .3  | 12.4 |
| 2019  | Boston        | 9  | 4  | 28.2 | .519 | .450 | .742  | 8.1 | 1.2 | .1  | .6  | 13.7 |
| 2020  | L.A. Clippers | 13 | 13 | 29.8 | .505 | .475 | .929  | 4.8 | 1.6 | .8  | .1  | 11.8 |
| 2021  | L.A. Clippers | 19 | 18 | 31.8 | .430 | .375 | .750  | 4.3 | 1.5 | .5  | .5  | 12.2 |
| 2023  | L.A. Clippers | 3  | 2  | 22.8 | .345 | .167 | 1.000 | 4.0 | .0  | .3  | .3  | 8.7  |
| 2024  | Cleveland     | 9  | 1  | 15.3 | .458 | .391 | .667  | 2.8 | .3  | .4  | .0  | 6.1  |
| Total | Total         | 76 | 46 | 28.4 | .433 | .406 | .771  | 4.9 | 1.2 | .5  | .3  | 11.8 |

## Vida personal
Marcus fue detenido el 27 de julio de 2025 en el Aeropuerto Internacional de Fort Lauderdale-Hollywood por delitos graves de fraude en el estado de Nevada. Los registros del Tribunal Municipal de Las Vegas indican que a principios de ese año se emitieron órdenes de detención contra él por los mismos dos delitos graves en cada caso: emitir o pasar un cheque por valor de 1200 dólares con intención de defraudar y robo por valor de 100.000 dólares o más. Tras pasar dos días en la prisión de Florida, pagó la deuda y regresó a su casa.